# Pseudaphidius oligoarundinis
Pseudaphidius oligoarundinis är en stekelart som först beskrevs av Quilis 1940.  Pseudaphidius oligoarundinis ingår i släktet Pseudaphidius och familjen bracksteklar. Inga underarter finns listade i Catalogue of Life.